# پادشاه ژائوشیانگ چین
پادشاه ژائوشیانگ از چین (به چینی، 秦昭襄王؛ ۳۲۵–۲۵۱ پ. م) یا همچنین پادشاه ژائو از چین (秦昭王)، زاده با نام یینگ جی؛ پادشاه چین از ۳۰۶ پ. م تا ۲۵۱ پ. م بود. او پسر پادشاه هوی‌ون و برادر کوچک‌تر پادشاه وو بود.
پادشاه ژائوشیانگ به مدت ۵۷ سال بر چین سلطنت کرد و موجب شد که ایالت چین بر شش ایالت اصلی دیگر تسلط استراتژیک دست یابد. در طول سلطنت وی، چین در سال ۲۷۸ پ. م، پایتخت چو، یینگ را تصرف کرد، ایالت ژیرونگ را از ییچو در ۲۷۲ پ. م فتح کرد، در سال ۲۶۰ پ. م یک ارتش چهارصد و پنجاه هزار نفری ژائو را در چانگپینگ سلاخی کرد و دودمان ژو خاوری را در ۲۵۶ پ. م سرنگون کرد. این گسترش سرزمینی تهاجمی و تضعیف استراتژیک سایر کشورهای رقیب، راه را برای اتحاد نهایی کشور چین در سه دهه آینده توسط ایالت چین به وسیله نتیجه‌اش یینگ ژنگ هموار کرد.

## زندگی‌نامه

### جلوس
شاهزاده یینگ جی پسر یکی از صیغه‌های رده پایین پادشاه هوی‌ون به نام بانو می (羋八子) بود. به عنوان یک کودک غیررسمی، شاهزاده جی اولویت پایینی در سلسله‌مراتب جانشینی داشت، و به عنوان یک کودک زیر سن قانونی، زمینی به وی اعطا نمی‌شد؛ زیرا ایالت چین از نظام شایسته‌سالاری پیروی می‌کرد که در آن حتی شاهزاده‌ها زمین‌های خود را از راه خدمات ملی به دست می‌آورند. او در سنین جوانی به عنوان گروگان سیاسی به ایالت یان فرستاده شد، این امر رویه دیپلماتیک رایج در میان ایالت‌های تابعه دودمان ژو بود.
در سال ۳۰۷ پ. م، برادر ناتنی بزرگ‌تر یینگ جی، پادشاه وو، برای خودنمایی نیروی بدنش یک دیگ برنزی سنگین را در قصر ژو در وانگ‌چنگ بلند کرد که باعث شکستن استخوان‌های ساق پایش شد، همین شکستگی باعث مرگ وی شد. پادشاه وو در جوانی و بدون فرزند مرد؛ از این رو ایالت چین وارد یک بحران جانشینی شد و شاهزادگان زیادی مدعی تاج و تخت شدند. در آن زمان، شاهزاده جی هنوز در ایالت یان گروگان بود و به تخت نشستن او بعید به نظر می‌رسید. با این حال، پادشاه وولینگ ژائو تصمیم گرفت از این موقعیت استفاده کند و در سیاست داخلی همسایه غربی خود مداخله کند. پادشاه وولینگ به صدراعظم خود، ژائو گو (趙固) دستور داد تا جی را به چین بازگرداند و از او در رقابت تاج و تخت حمایت کند. او شاهزاده جی را به صورت پنهانی از یان به قلمرو ژائو برد. علاوه بر این، دایی شاهزاده جی، وی ران (魏冉)، فرماندهٔ نیروهای نظامی مهمی در چین را برعهده داشت و اکثر مخالفان سیاسی برادرزاده‌اش سرکوب کرد. در نتیجه شاهزاده جی در سن هجده سالگی با موفقیت به عنوان پادشاه ژائوشیانگ چین به سلطنت رسید.
از آنجایی که پادشاه ژائوشیانگ هنوز از نظر قانونی به بلوغ نرسیده بود (سن بلوغ در چین باستان ۲۰ سالگی بود)، مادرش که اکنون به عنوان ملکه مادر ژوان شناخته می‌شد، نایب السلطنه شد. ملکه توسط برادرانش، وی ران و می رونگ (羋戎) و همچنین دو پسر دیگرش، شاهزاده یی (公子悝) و شاهزاده فو (公子巿)، که در مجموع «چهار نجیب»(四貴) شناخته می‌شدند، حمایت می‌شد.

### سلطنت
در اولین سال فرمانروایی‌اش (۳۰۶ پ. م)، او طبق مشاورهٔ صدراعظم راست، گان مائو (甘茂)، منطقه ووسوی (武遂) را به ایالت هان بازگرداند. این طرح با مخالفت دو مقام دیگر شیانگ شو (向壽) و گونگسون شی (公孫奭)، که هر دو به شدت گان مائو را تحقیر می‌کردند و بارها به او بدگویی کردند، روبرو شد. این امر باعث شد که گان مائو از ترس جانش از چین به چی بگریزد.
در سال ۳۰۵ پ. م، دو تن از برادران ناتنی بزرگ‌تر پادشاه ژائوشیانگ، شاهزاده ژوانگ (公子壯) و شاهزاده یونگ (公子雍) که یک سال پیش هر دو رقیب تاج و تخت او بودند، برای انجام کودتا با ملکه هوی‌ون (惠文后؛ مادر پادشاه فقید وو)، ملکه وو (悼武王后، همسر بی فرزند پادشاه وو که یک شاهدخت از وی بود) و ده‌ها فرمانروای محلی دیگر و مقامات درباری که مخالف جلوس پادشاه ژائوچیانگ بودند، توطئه‌چینی کردند. شورش به سرعت توسط وی ران سرکوب شد، او همه توطئه‌گران به جز ملکه وو، که به وی تبعید شد، قتل‌عام کرد. با نابودی مخالفان، سلطنت پادشاه ژائوشیانگ تضمین شد. در همان سال، پادشاه ژائوشیانگ مراسم بلوغ خود را برگزار کرد و شخصاً به امور دولتی رسیدگی کرد.

#### جنگ با چو
در سال ۳۰۴ پ. م، پادشاه ژائوشیانگ با پادشاه هوآی چو در هوانگچی (黃棘) برای مذاکره اتحاد، دیدار کرد و شانگ یانگ (上庸) را برای نشان دادن حسن نیت واگذار کرد. در سال ۳۰۳ پ. م، ایالت‌های چی، وی و هان اتحاد قبلی خود را با چو شکستند و به چو حمله کردند و چو مجبور شد در ازای یاری چین، ولیعهد خود، شیونگ هنگ، را به عنوان گروگان به چین بفرستد. پادشاه ژائوشیانگ نیروهایی را برای حمله به وی و هان فرستاد و پوبان (蒲阪)، یانگچون (陽春) و فنگلینگ (封陵) را از وی تصرف کرد و ووسوی را از هان پس گرفت. در سال ۳۰۲ پ. م، پادشاه ژائوشیانگ با پادشاه شیانگ وی و ولیعهد یین از هان (韓太子嬰) در لینجین (臨晉) ملاقات کرد و با بازگرداندن زمین‌های تصرف شده در ازای ملغی کردن اتحاد ضد چین توسط دو ایالت موافقت کرد. در همان زمان، ولیعهد چو مخفیانه از چین به چو برگشت.
در سال ۳۰۱ پ. م، چهار ایالت چین، هان، وی و چی با هم متحد شدند تا به چو حمله کنند، آن‌ها ارتش چو را در ژونگ کیو (重丘) شکست دادند و ژنرال چو، تانگ می (唐眜) را کشتند. در سال ۳۰۰ پ. م، پادشاه ژائوشیانگ دایی خود می رونگ را برای تصرف شیان‌چنگ (襄城) فرستاد و در این راه سی هزار سرباز دشمن و ژنرال چو، جینگ کوئه (景缺) را کشت.
به دلیل این شکست، در سال ۲۹۹ پ. م، پادشاه هوآی چو، مجبور شد برای مذاکره با چین به گذرگاه وو (武關) برود، ولی میان راه ربوده شد و به جای آن به شیان‌یانگ منتقل شد. هنگامی که او از واگذاری قلمرو فرمانداری وو (巫郡) و فرمانداری کیانژونگ (黔中郡) خودداری کرد، تبدیل به گروگان شد. پادشاه ژائوشیانگ سپس سال بعد به چو حمله کرد و شانزده شهر را تصرف کرد و پنجاه هزار سرباز چو را کشت.
در سال ۲۹۷ پ. م، زمانی که گذرگاه هانگو چین تحت محاصره مشترک وی و هان بود؛ شاه هوآی چو موفق به فرار شد، اما پس از پناه ندادن ژائو به او و حین پوییدن پناه در وی، دوباره دستگیر شد. او یک سال بعد در اسارت درگذشت و سرانجام چین جسد او را به چو بازگرداند.
پادشاه بعدی چو، چینگ‌شیانگ، حتی از پدرش هم فرمانروایی ضعیف‌تری بود. در سال ۲۸۰ پ. م، نیروهای چین دوباره ارتش چو را شکست دادند و آنها را مجبور کردند که شانگ‌یانگ و هانبی (漢北) را به چین واگذار کنند. در سال ۲۷۹ پ. م، سرداران چین بای چی (白起) و ژانگ رو (張若) حملات دوجانبه به چو را آغاز کردند و شهرهای دنگ (鄧)، یان (鄢، پایتخت دوم چو در آن زمان) و زیلینگ (西陵) را به تصرف خود درآوردند. طی فتح یان، بای چی مسیر یک رودخانه را به شهر یان تغییر داد و صدها هزار نفر از مردم شهر را غرق کرد. این لشکرکشی موفقیت‌آمیز راه بای چی برای محاصره و تصرف شهر یینگ (郢)، پایتخت چو در ۲۷۸ پ. م را هموار کرد، در آن‌جا بای چی مقبره اجدادی چو در ییلینگ را به آتش کشید. ایالت بسیار ضعیف چو مجبور شد پایتخت خود را به چن (陳) منتقل کند. پس از آن، چین سرزمین‌های وسیع اطراف دریاچه دونگینگ، در جنوب رودخانه یانگ تسه و شمال آنلو (安陸)، را برای همیشه ضمیمه کرد و فرماندهی جدید نان (南郡) را در آنجا تأسیس کرد.

#### جنگ با هان و وی
در سال ۳۰۱ پ. م، چین با رهبری دایی پاشاه ژائوشیانگ، وی ران، دوباره به هان حمله کرد و شهر رانگ (穰城) را اشغال کرد. این شهر بعداً به وی ران که شش سال بعد صدراعظم شد، داده شد. با این حال، در ۲۹۸ پ. م، چین پس از حمله اتحاد سه ایالت چی، هان و وی، مجبور به عقب‌نشینی به گذرگاه هانگو و واگذاری ووسویی و فنگ‌لینگ که اخیراً اشغال شده بودند، شد.
در سال ۲۹۳ پ. م، ایالت‌های هان، وی و ژو شرقی با هم متحد شدند تا به چین حمله کنند. پادشاه ژائوشیانگ بای چی جوان را به عنوان فرمانده گماشت که دو ایالت بزرگ را در ییچو شکست داد و دویست و چهل هزار نفر از دشمن را کشت و فرمانده کل دشمن گونگسون شی (公孫喜) را دستگیر کرد (سپس اعدام کرد). این ویرانگرترین ضربه‌ای بود که چین به دو ایالت شرقی تا به آنروز وارد کرده بود. در سال ۲۹۲ پ. م، بای چی دوباره با رهبری ارتش به وی حمله کرد و ویچنگ (魏城) را تصرف کرد و یوانچو (垣邑) را غارت کرد. سپس در سال ۲۹۱ پ. م، چین دوباره به هان حمله کرد و شهر وان (宛城) و یه (葉) را تصرف کرد. در سال ۲۹۰ پ. م، پادشاه ژائوشیانگ سیما کوئو (司馬錯) را فرستاد که ژی (軹) را از وی و دنگ (鄧) را از هان تصرف کرد، سپس به بای چی برای تصرف دوباره یوانچو پیوست. این پیروزی‌های پی‌درپی وی را مجبور کرد که دویست کیلومتر از زمین‌های هدونگ و هان صد لی از زمین‌های ووسوی را به چین واگذار کند.
در سال ۲۸۹ پ. م، پادشاه ژائوشیانگ، بای چی و سیما کوئو را برای حمله به وی فرستاد و ۶۱ روستای اطراف ژی را تصرف کردند. با این حال، در سال ۲۸۸ پ. م، پنج ایالت شرقی با هم متحد شدند و تهدید به حمله مجدد به چین کردند که چین مجبور به عقب‌نشینی شد. طولی نکشید که چون دوباره به وی حمله کرد و شین‌یوان (新垣) و چویانگ (曲陽) را در ۲۸۷ پ. م و پایتخت سابق وی، آن‌ییی (安邑) را در ۲۸۶ پ. م تصرف کرد. در سال ۲۸۳ پ. م، چین با ژائو متحد شد و دوباره به وی حمله کرد و آنچنگ (安城) را با پیش‌قراولان گرفت؛ آن‌ها حتی به نزدیکی پایتخت وی دالیانگ (大梁) نیز رسیدند.
در سال ۲۷۶ پ. م، پادشاه ژائوشیانگ بار دیگر بای چی را برای حمله به وی فرستاد. سال بعد۱ در سال ۲۷۵ پ. م، او دایی‌اش، وی ران، را برای حمله به دالیانگ فرستاد و چهل هزار نیروی کمکی هان را که برای شکستن محاصره فرستاده شده بودند را کشت و وی را مجبور کرد که هشت دژ در ونچنگ (溫城) را واگذار کنند. وی ران در سال ۲۷۴ پ. م، دوباره به وی حمله کرد و چهار شهر را تصرف و چهل هزار سرباز را کشت. در سال ۲۷۳ پ. م، وی و ژائو با هم متحد شدند تا به شهر هان، هوایانگ (華陽) حمله کنند. پادشاه ژائوشیانگ نیروهایی را برای شکستن محاصره فرستاد و صد و سی هزار سرباز وی را در خارج از هوایانگ کشت و بیست هزار اسیر ژائو را غرق کرد؛ وی مجبور به درخواست آتش‌بس شد؛ و همچنین نانیانگ (南陽) را واگذار کرد. چین در سال ۲۶۸ پ. م، دوباره به وی حمله کرد و هوایچنگ (懷城) را تصرف کرد.
در سال ۲۶۶ پ. م، فن جو (范雎) شهروند وی، پس از آزار و شکنجه توسط صدراعظم وی، وی چی (魏齊) به چین گریخت و عهد کرد که از ایالت خود انتقام بگیرد. او به پادشاه ژائوشیانگ استراتژی «همپیمانی با ایالت‌های دور و حمله به ایالت‌های نزدیک» (遠交近攻) را توصیه کرد. این توصیه پادشاه ژائوشیانگ را چنان تحت تأثیر قرار داد که او را به عنوان صدراعظم چین منصوب کرد. در سال ۲۶۴ پ. م، پادشاه ژائوشیانگ، بای چی را برای حمله به هان فرستاد، او نه شهر از جمله شینگ‌چنگ(陘城) را تصرف کرد و پنجاه هزار نفر از دشمن را کشت و چین را قادر ساخت تا مسیرهای اطراف کوهستان تایهانگ جنوبی را مسدود کند. در سال ۲۶۲ پ. م، بای چی به هان حمله کرد و یوانگ (野王) را تصرف کرد و منطقه شانگدانگ را از سرزمین اصلی هان جدا کرد. پادشاه هوآهوی هان از قدرت نظامی چین ترسید و تصمیم گرفت شانگدانگ را واگذار کند، اما فرماندهان محلی از انجام این کار خودداری کردند و در عوض منطقه را به ایالت ژائو تسلیم کردند. مبارزه برای کنترل شانگ‌دانگ باعث درگیری مستقیم بین چین و ژائو شد که در آن زمان دو قدرت نظامی بزرگ در میان ایالت‌های جنگ‌طلب بودند؛ این درگیری منجر به نبرد ویرانگر چانگ‌پینگ شد.
در سال ۲۵۶ پ. م، یک فرمانده چین به نام جیو (摎) به هان حمله کرد و چهل هزار نفر از دشمن را کشت و یانگچنگ (陽城) و فوشو (負黍) را تصرف کرد. دو سال بعد در سال ۲۵۴ پ. م، جیو به وی حمله کرد و ووچنگ (吳城) را تصرف کرد و وی را مجبور کرد که به عنوان یک ایالت دست‌نشانده تسلیم چین شود.

#### فتح ییچو
در سال ۳۰۶ پ. م، پادشاه جوان ژائوشیانگ به سلطنت رسید و مادرش ملکه ژوآن به عنوان نایب السلطنه حکومت می‌کرد. ملکه ژوآن که می‌دانست چین نمی‌توانست زمانی که ایالت‌های جنگ‌طلب شرقی وجود داشتند؛ روی ریشه‌کن کردن ییچو تمرکز کند، همچنین حکومت پسرش به دلیل تعداد زیادی از شاهزادگان رقیب که مشتاق به غصب تاج و تخت بودند، هنوز متزلزل بود، ملکه بیوه ژوان تصمیم گرفت از رویکرد آشتی‌دروغین استفاده کند. او پادشاه ییچو را برای زندگی طولانی مدت در کاخ گانکوان دعوت کرد و با او وارد رابطه شد که حاصل آن دو پسر بود. این به‌طور کامل خصومت پادشاه ییچو را نسبت به چین از بین برد، زیرا پادشاه فریب خورده، همهٔ احتیاط خود را در اطراف ملکه مادر از دست داده بود. در همان زمان، پادشاه ژائوشیانگ برای تضعیف ایالت‌های جنگ‌طلب رقیب در شرق و جنوب باخشونت عمل می‌کرد و ملکه ژوآن با پسرش مخفیانه برای نابودی نهایی ییچو برنامه‌ریزی می‌کرد.
سرانجام در سال ۲۷۲ پ. م، ملکه ژوآن پنجه‌های خود را بیرون آورد. او دوباره پادشاه ییچو فریفته را به کاخ گانکوان دعوت کرد و او را در همان لحظه ورود ترور کرد. اندکی پس از آن، ارتش چین به ییچو بدون رهبر حمله کرد و آن را تحت کنترل خود درآورد، و به‌طور دائم تمام قلمرو آن را به فرمانداری‌های تازه تأسیس لانگشی و بیدی (北地) ضمیمه کرد. تهدید شیرونگ که بیش از پنج قرن ایالت چین را درگیر کرده بود برای همیشه از بین رفت.

#### جنگ با چی
چین در واقع هیچ مرز مشترکی با ایالت چی نداشت، اما با این وجود به دلیل دیپلماسی پیچیده در دوره ایالت‌های جنگ‌طلب، با یکدیگر درگیر می‌شدند. در سال ۲۹۹ پ. م، پادشاه ژائوشیانگ، لرد منگ‌چانگ را به قصد منصوب کردن او به عنوان صدراعظم به چین دعوت کرد. با این حال، پس از شنیدن هشدارهایی (شاید بدخواهانه) از وزرای خود مبنی بر اینکه لرد منگ‌چانگ همچنان به ایالت خود یعنی چی (که به تازگی روابط دیپلماتیک خود را با چین تیره کرده بود) وفادار است، پادشاه ژائوشیانگ دستور داد لرد منگ‌چانگ در حبس خانگی قرار گیرد. لرد منگ چانگ که درمانده شده بود، فرستاده‌ای برای دادن رشوه به صیغه مورد علاقه شاه ژائوشیانگ فرستاد، او خواستار یک کت خز روباه برفی شد، که لرد منگ‌چانگ قبلاً آن را در بد ورودش به عنوان هدیه به پادشاه ژائوشیانگ داده بود و مجبور به دزدیدن آن از خزانه سلطنتی شد. به لطف درخواست‌های صیغه، لرد منگ‌چانگ در عرض دو روز آزاد شد و سریعاً خود را قاچاقی از چین خارج کرد، و به سختی از ارتش کوچکی که پادشاه ژائوشیانگ دستور تعقیب او را داده بود فرار کرد. در سال ۲۹۸ پ. م، لرد منگ‌چانگ ناخرسند، که صدراعظم جدید چی شده بود، برای ایجاد نیروی مشترک با چو، هان و وی رایزنی کرد و استحکامات چین در گذرگاه هانگو را محاصره کرد. ارتش متحدین موفق شد به گذرگاه هانگو رخنه کند و تا یانشی (盐氏) پیشروی کند؛ این پیشروی چین را مجبور به مذاکره برای آتش‌بس کرد که شامل بازگرداندن فنگ‌لینگ و ووسویی به وی و هان بود.
در سال ۲۸۸ پ. م، پادشاه ژائوشیانگ با پادشاه مین چی تماس گرفت و اتحادی را پیشنهاد کرد که در آن هر دو عنوان «دی» را ادعا کنند و قصد داشتند با هم به ایالت تازه تقویت شده ژائو حمله کنند. با این حال، پادشاه مین توسط سو چین متقاعد شد که عنوان دی خود را کنار بگذارد، و در عوض با سایر ایالت‌ها متحد شد تا به چین حمله کند، پادشاه ژائوشیانگ مجبور شد عنوان دی خود را نیز کنار بگذارد. در همان زمان، چی از این فرصت استفاده کرد تا ایالت رقیب خود یعنی سونگ را فتح کند، که باعث شد چو به یک تهدید فوری بزرگ در چشم سایر ایالت‌ها تبدیل شود.
در سال ۲۸۴ پ. م، پادشاه ژائوشیانگ نیرویی متحد متشکل از ۵ ایالت چین، یان، ژائو، وی و هان به رهبری ژنرال یان یو یی برای حمله به چی فرستاد. بیش از هفتاد شهر، از جمله پایتخت آن لینزی (臨淄) در مدت شش ماه تصرف شدند، که منجر به قتل پادشاه مین چی توسط متحد او چو شد. دو شهر باقی مانده چی، جو و جیمو به مدت پنج سال توسط نیروهای متفقین محاصره شدند. چی در نهایت نیروهای متحد را شکست داد و پس از پیروزی در جیمو توسط تیان دان با استفاده از گاوهای شعله‌ور، زمین‌های از دست رفته را پس گرفت. با این حال، چی هرگز قدرت و نفوذ سابق خود را به دست نیاورد و دیگر نمی‌توانست هیچ گونه تهدید ژئوپلتیکی برای چین ایجاد کند.

#### جنگ با ژائو
در سال ۲۸۳ پ. م، پادشاه ژائوشیانگ پیشنهاد معاوضه یشم هشیبی، که در اختیار ایالت ژائو بود، با پانزده شهر داد. پادشاه هوی‌ون ژائو مجذوب این پیشنهاد شد و با معامله موافقت کرد. با این حال، سفیر ژائو، لین شیانگرو (藺相如) متوجه شد که چین هرگز قصد ندارد به معامله عمل کند و موفق شد یشم را به ژائو بازگرداند. طی سه سال بعد (۲۸۲ ال ۲۸۰ پ. م)، چین چندین بار به ژائو حمله کرد و شهرهایی مانند شیچنگ (石城)، لین (藺)، لیشی (離石)، چی (祁) و گوانگ‌گلانگ (光狼城) را تصرف کرد. بیست هزار مرد را کشت و ژائو را مجبور کرد در ازای بازگرداندن شهرهای تسخیر شده با فرستادن گروگان و واگذاری زمین‌ها موافقت کند. در طول جلسه آتش‌بس که در میانچی (澠池) برگزار شد، پادشاه ژائوشیانگ تلاش کرد تا پادشاه هوی‌ون را تحقیر کند، اما وقتی لین شیانگرو تهدید کرد که به پادشاه چین آسیب می‌زند، دست نگه داشت. در ۲۷۳ پ. م، وی و ژائو با هم متحد شدند تا به هوایانگ از هان (華陽) حمله کنند. چین به هان کمک نظامی کرد و صد وسی هزار سرباز وی را شکست داد و کشت و بیست هزار سرباز ژائو را در رودخانه زرد غرق کرد. در ۲۶۹ پ. م، هوی‌ون، پادشاه ژائو، قول قبلی خود مبنی بر فرستادن گروگان‌ها و واگذاری زمین را پشت گوش انداخت. در پاسخ، چین به ژائو حمله کرد و یویو (閼與) را محاصره کرد. این محاصره پس از اینکه ژنرال ژائو، ژائو شی (趙奢) به ارتش چین شبیخون زد و قاطعانه ارتش مهاجم چین را شکست داد، برداشته شد. در ۲۶۵ پ. م، چین به ژائو حمله کرد و سه شهر را به تصرف خود درآورد و پادشاه هوی‌ون ژائو به فرستادن پسرش به ایالت چی در ازای کمک چی متوسل شد که ارتش چین را مجبور به عقب‌نشینی کرد.

##### نبرد چانگ‌پینگ و محاصره هاندان
در سال ۲۶۳ پ. م، بای چی به فرمانداری شانگدانگ حمله کرد و آن را از سرزمین اصلی هان جدا کرد. پادشاه هوآن‌هویی هان از قدرت نظامی چین می‌ترسید و تصمیم گرفت شانگدانگ را واگذار کند. با این حال، فرماندار محلی جین تائو (靳黈) از انجام این کار خودداری کردند، بنابراین پادشاه هوآن‌هویی یک فرمانده جدید، فنگ تینگ (馮亭) را جایگزین او کرد، اما او نیز نپذیرفت و در عوض پیشنهاد تسلیم منطقه به ایالت ژائو، به قصد ایجاد درگیری بین چین و ژائو را داد. با وجود مخالفت برادرش لرد پینگ‌یانگ (平陽君)، پادشاه شیائوچنگ ژائو و لرد پینگ‌یوآن هر دو تصمیم گرفتند الحاق شانگدانگ را بپذیرند.
همان‌طور که انتظار می‌رفت، این موضوع در چین به نیکی یاد نشد؛ بنابراین، سال بعد (۲۶۱ پ. م)، ژنرال چین وانگ هه (王齕) به شانگ‌دانگ حمله کرد؛ ژنرال ژائو، لیان پو (廉頗)، دویست هزار سرباز را برای تقویت و دفاع از منطقه رهبری کرد و بزرگ‌ترین و خونین‌ترین درگیری بین این دو کشور قدرتمند نظامی آغاز شد. پس از اینکه نیروهای پیشتاز او شکست‌های متعددی را متحمل شدند، لیان پو متوجه شد که ارتش ژائو در نبردهای میدانی در برابر دشمن خود، چین، ضعیف‌تر است، بنابراین استراتژی‌ها جدیدی پیش برد و با یک خط دفاعی پنجاه کیلومتری در نزدیکی چانگ‌پینگ ساخت و تصمیم گرفت منتظر بماند و مسیر تأمین آذوغه چین را بفرساید (مسیری که حداقل سه برابر طولانی‌تر از ژائو بودند، بنابراین برقرار داشتن آن دشوارتر بود). این استراتژی کارساز بود، زیرا حملات چین به مدت بیش از یک سال به مواضع مستحکم ژائو موئر واقع نشد. ارتش چین که از نظر راهبردی تحت فشار بود، سعی کرد در نبردهای تن به تن شرکت کند، اما لیان پو به‌طور مداوم از ملاقات با آنها در نبردهای باز خودداری می‌کرد. در این مرحله، هر دو طرف تعداد نیروهای خود را در چانگ‌پینگ افزایش دادند و تعداد ژائو به چهارصد و پنجاه هزار و چین به پانصد و پنجاه هزار سرباز رسید.
چین که قادر به خروج از بن‌بست نبود، شروع به استفاده از جاسوسان مستقر در ژائو کرد تا شایعاتی در مورد پیر، ترسو و بی کفایت بودن لیان پو منتشر کنند. پادشاه شیائوچنگ شایعات را باور کرد و تصمیم گرفت لیان پو را برکنار کند و ژائو کو (趙括)، پسر ژائو شی فقید را، علیرغم مخالفت صدراعظم لین شیانگرو و مادر خود ژائو کو، جایگزین او کند. ژائو کو که یک جوان متکبر با دانش فلسفی عالی در مورد استراتژی‌های نظامی اما بدون تجربه واقعی رزمی بود، بلافاصله پس از رسیدن به خط مقدم، تمام ترتیبات استراتژیک لیان پو را تغییر داد. او ارتش ژائو را از حفاظت از ساختارهای دفاعی لیان پو دور کرد و سعی کرد مرتب با چین نبردهای تن‌به‌تن داشته باشد.
در همان زمان، پادشاه ژائوشیانگ شین مخفیانه بای چی مخوف را به عنوان سردار جدید ارتش چین گماشت و هر مرد چینی بالای پانزده سال را به عنوان نیروی کمکی اجباری به میدان فرستاد. سپس بای چی از شکست‌های ساختگی استفاده کرد تا ژائو کو که بیش از حد اعتماد به نفس داشت به کمین بکشد و بیش از چهارصد هزار سرباز ژائو را در یک دره به دام انداخت. ارتش ژائو کو که از لشکرگاه اصلی خود جدا شده بود، به مدت ۴۶ روز بدون آذوغه بود و به شدت تضعیف شد. پس از چندین تلاش ناموفق برای شکستن خطوط چین، ژائو کو یک یورش نهایی را رهبری کرد که در آن به همراه دویست هزار نفر از چهارصد هزار سرباز ژائو توسط کمانداران چین کشته شد. سپس بای چی دویست هزار اسیر باقیمانده ژائو را زنده به گور کرد و تنها ۲۴۰ نفر از جوانترین سربازان ژائو را برای انتشار خبر قتل‌عام ارتش ژائو رها کرد. شکست ویرانگر در چانگ‌پینگ، ایالت ژائو را به شدت شوکه کرد، ژائو در ناامیدی و اندوه فرورفت.
بای چی بلافاصله پس از پیروزی در چانگپینگ، پایتخت ژائو، هاندان (邯鄲) را محاصره کرد. این امر ایالت‌های ژائو و هان را به شدت ترساند، بنابراین آنها سو دای (蘇代، برادر سو چین) را برای رشوه دادن به فن جو (范雎 یا فن سوئی 范睢) که در آن زمان صدراعظم چین بود و به دستاوردهای نظامی بای چی حسادت می‌کرد، فرستادند. فن جو پادشاه ژائوشیانگ را متقاعد کرد که حملات را متوقف کند و دلیلش این بود که سربازان پس از سال‌ها جنگ به استراحت نیاز دارند. چین در ازای واگذاری اراضی ایالت‌های ژائو و هان با آتش‌بس موافقت کرد.
بای چی از این موضوع خشمگین بود زیرا معتقد بود چین فرصتی را برای نابودی همیشگی ژائو از دست داده‌است و در اعتراض از سمت خود استعفا داد. با این حال، ژائو به سرعت نظر خود را تغییر داد و از واگذاری زمین‌هایی که وعده داده بود خودداری کرد و تلاش کرد تا با سایر ایالت‌ها اتحادی علیه چین ایجاد کند. سپس پادشاه ژائوشیانگ دستور حمله به ژائو را در اواخر سال ۲۵۹ پ. م صادر کرد و هاندان را محاصره کرد. او می‌خواست بای چی حمله را رهبری کند، اما بای چی که هنوز عصبانی بود، صراحتاً به دلیل بیماری از تصدی این موقعیت خودداری کرد. در عوض، او به پادشاه ژائوشیانگ توصیه کرد که محاصره را متوقف کند زیرا فرصت برای یک پیروزی آسان از بین رفته بود، زیرا لرد پینگ‌یوان موفق شده بود نیروهای کمکی نظامی را از چو و وی به رهبری لرد چونشن و لرد شینلینگ تأمین کند. پادشاه ژائوشیانگ توصیه‌های او را نپذیرفت و در عوض وانگ لینگ (王陵) را به عنوان فرمانده محاصره منصوب کرد.
حمله وانگ لینگ به هاندان به دلیل مقاومت شدید ژائو خوب پیش نرفت و پادشاه ژائوشیانگ دوباره تصمیم گرفت بای چی را برای فرماندهی محاصره دعوت کند، اما بای چی دوباره به او توصیه کرد که شانس بسیار کمی برای پیروزی در این جنگ وجود دارد. پادشاه ژائوشیانگ از شنیدن مشاوره بای چی ناراضی بود، بنابراین وانگ هه را جایگزین وانگ لین کرد و به محاصره ادامه داد. در سال ۲۵۷ پ. م، ارتش چین توسط نیروهای کمکی ایالت‌های چو و وی متحمل خساراتی شد. سپس پادشاه ژائوشیانگ شخصاً با بای چی دیدار کرد و کوشید او را وادار به پذیرفتن مقام فرماندهی سلطنتی کند. هنگامی که بای چی یک بار دیگر توصیه به ترک محاصره کرد، پادشاه ژائوشیانگ چنان عصبانی شد که عناوین بای چی را از او گرفت و او را تبعید کرد. سپس فن جو به دروغ به پادشاه ژائوشیانگ گفت که بای چی پشت سر پادشاه نفرین کرده‌است، بنابراین پادشاه ژائوشیانگ دستور خودکشی اجباری بای چی را صادر کرد. این وضعیت تهاجم چین را بهبود نداد، و چین تلفات سنگینی را تحت حمله مشترک وی، چو و ژائو متحمل شد؛ ارتش چین شکست خورد و عقب‌نشینی کلی کرد. اتحاد سه ایالت حین دنبال و حمله به چین، توسط ارتش هان که اخیراً به آنها پیوسته بود، تقویت شد. نیروهای مشترک هدونگ، آنیانگ، تائی‌یوان، پیلائو، ووآن، شانگدانگ و رونان را بازپس گرفتند. نیروی اعزامی چین اکثر افراد خود را در این عقب‌نشینی از دست داد. نادیده گرفتن توصیه‌های بای چی توسط پادشاه ژائوشیانگ در پایان میوه‌های تلخی را کاشت.
در ۲۵۶ پ. م، چین بار دیگر به ژائو حمله کرد و ژنرال ژائو چان (趙摻) نود هزار سرباز را کشت و بیش از بیست شهرستان را تصرف کرد. ژائو پس از مرگ پادشاه ژائوشیانگ، در یک حمله بی‌ثمر ضد چین توسط اتحاد پنج ایالت در سال ۲۴۷ پ. م، و دو پیروزی بزرگ در برابر تهاجمات چین در ۲۴۰ پ. م و ۲۳۱ پ. م (توسط سردار لی مو برنده شد)، به جنگ با چین ادامه داد ولی هرگز شکوه خود پیش از نبرد چانگ‌پینگ را دوباره به دست نیاورد.

#### فتح ژو خاوری
در سال ۲۹۳ پ. م، ژو خاوری تصمیم گرفت با ایالت‌های هان و وی متحد شود و نیروهایی را برای حمله به چین فرستاد. با این حال، نیروهای مشترک این اتحاد در ییچویه توسط سردار جوان چین، بای چی، شکست خوردند؛ دویست و چهل هزار سرباز کشته شدند و فرمانده آن‌ها گونگسان شی (公孫喜) دستگیر و اعدام شد. پس از این شکست، ژو خاوری دیگر قادر به درگیری قابل توجه در مبارزات بعدی بین ایالت‌ها نبود.
در سال ۲۵۶ پو م، حاکم وو از ژو باختری (西周武公) با ایالت‌های دیگر متحد شد تا تهاجم چین به شهر یانگ چنگ هان را متوقف کند. در تلافی، پادشاه ژائوشیانگ سردار جیو را برای حمله به ژو باختری فرستاد و با موفقیت به وانگ چنگ نفوذ کرد. حاکم وو برای التماس برای بخشایش به شیانگ‌یانگ برده شد و تمام زمین‌های خود را واگذار کرد. هم پادشاه نان و هم حاکم وو در اواخر همان سال می‌میرند، و حاکم بعدی ژو غربی، حاکم ون (西周文公)، به دان‌هوجو (憚狐聚) تبعید شد. از آنجا که دربار سلطنتی ژو از قدرت سقوط کرده بود و پادشاه نان بدون جانشین مرده بود، دودمان ژو سقوط کرد و ۸۷۹ سال سلطنت ژو پایان یافت. باقیمانده ایالت ژو خاوری هفت سال بعد در سال ۲۴۹ پ. م، پس از تلاش حاکم جینگ از ژو خاوری برای ایجاد اتحاد ضد چین با سایر ایالت‌ها، در زمان سلطنت نوه پادشاه ژائوشیانگ، پادشاه ژوانگ‌شیانگ، توسط لو بووی، صدراعظم چین فتح شد.

## میراث
پادشاه ژائوشیانگ در سال ۲۵۱ پ. م در سن ۷۵ سالگی درگذشت، پسر بزرگ او، در سال ۲۶۷ پ. م در حالی که به عنوان گروگان در ایالت وی بود پیش از مرگش درگذشته بود. پس از او پسر دومش، پادشاه شیائوون، جانشین او شد.
او که بیش از ۵۵ سال سلطنت کرد، یکی از طولانی‌ترین فرمانروایان در طول دودمان ژو خاوری بود. اگرچه در سال‌های آخر عمرش اشتباهات سیاسی متعددی مرتکب شد، اما گسترش سرزمینی تهاجمی او در تحکیم ایالت چین به عنوان قدرت نظامی غالب در اواخر دوره ایالت‌های جنگ‌طلب نقش اساسی داشت. این تسلط راهبردی که در طول سلطنت او ایجاد شده بود راه را برای اتحاد موفقیت‌آمیز نهایی کشور چین توسط ایالت چین به رهبری نتیجه‌اش، یینگ ژنگ، هموار کرد.

## خانواده
ملکه‌ها:
- ملکه یه‌یانگ
- ملکه تانگ؛ مادر ولیعهد ژو

پسران:
- پسر نخست (مرگ در ۲۶۷ پ. م)؛ با نام پسامرگش ولیعهد دائو شناخته می‌شود.
- پسرم دوم، ولیعهد ژو؛ به عنوان پادشاه شیائوون در سال ۲۵۰ پ. م سلطنت کرد؛ با نام پیش از سلطنتش، لرد آنگو، شناخته می‌شود.

دختران:
- همسر پادشاه کائولی چو و مادر لرد چانگ‌پینگ